# Philarète (évêque orthodoxe)
Philarète ou Filaret (en russe : Филарет), né Dmitri Grigorievitch Goumilevski (Дмитрий Григорьевич Гумилевский) le 23 octobre 1805 (4 novembre dans le calendrier grégorien) dans le gouvernement de Tambov et mort le 9 août 1866 (21 août dans le calendrier grégorien) à Konotop, est un évêque de l'Église orthodoxe russe, un théologien et historien de l'Église russe.

## Famille et éducation
Il naît dans la famille d'un prêtre, Grigori Konobeïevski, et reçoit le nom de Goumilevski (du latin humilis) au séminaire, du fait de sa petite taille et de son caractère humble. Il rend visite dans sa jeunesse à Séraphin de Sarov qui aurait dit à son propos : « Ce jeune homme sera une grande lumière de l’Église et sera célèbre dans toute la Russie pour son érudition. »
Il est diplômé de l'école religieuse de son village natal, puis du séminaire théologique de Tambov, et enfin de l'Académie théologique de Moscou. Il se prépare à l'enseignement et est docteur en théologie en 1860.
Le 19 août 1829, il rentre dans les ordres, recevant son nom du métropolite Philarète de Moscou.
Le 3 février 1830 il est ordonné diacre, et le 29 juin 1830 hiéromoine.
Le 6 juin 1831, il est diplômé du département d'histoire de l'Église de l'Académie théologique de Moscou, et devient membre de la collégiale du Monastère de Donskoï de Moscou, en tant que censeur.
En 1832, il est professeur à la chaire d'exégèse.
À partir du 1er mai 1833, il est inspecteur de l'Académie théologique de Moscou et professeur à la chaire de théologie morale et pastorale.
Le 27 janvier 1835, il est nommé archimandrite.
Le 14 décembre 1835, il devient recteur de l'Académie théologique de Moscou. Il fonde notamment la revue académique L'œuvre des Pères de l'Église. Supplément aux œuvres des Pères de l'Église.
Il est à la même époque, à partir du 9 mars 1837 higoumène du monastère de l'Épiphanie de Moscou.
Il termine sa carrière ecclésiastique en accédant à l'épiscopat : le 21 décembre 1841, il devient évêque de Riga, puis vicaire du diocèse de Pskov. Le 6 novembre 1848 évêque de Kharkov et d'Okhtyrka et enfin, de 1857 à 1859 archevêque de Tchernigov et Nijyn.

### Kharkov et Tchernigov
Il meurt en 1866 du choléra à Tchernigov et est enterré à la Cathédrale de la Sainte-Trinité de Tchernigov.
Le 14 avril 2009, il est déclaré saint local (Местночтимые святые) par l'Église orthodoxe d'Ukraine (Patriarcat de Moscou).

## Œuvre historique
Son œuvre majeure est son Histoire de l'Église russe éditée en 1826, publiée en cinq éditions à Riga et à Moscou en 1847-1848.
L'auteur y propose une périodisation radicalement nouvelle de l'histoire de l'Église russe avec une division en cinq périodes : depuis les débuts du christianisme en Russie jusqu'à l'invasion mongole (988-1237), à partir de l'invasion mongole jusqu'à la séparation de la métropole de Russie (1237-1410) ; de la métropole de Moscou jusqu'au patriarcat (1410 -1588), la période patriarcale (1589-1720) ; l'administration du Saint-Synode (1721 à 1826). Dans sa forme abrégée, il a d'abord été publié en 1859, puis réédité de nombreuses fois.
D'après Georges Florovsky, il « fut le premier à introduire la « méthode historique » dans l'enseignement de la dogmatique. Plus encore qu'un intérêt pour l'histoire, c'est un véritable amour de l'histoire qu'il sut éveiller chez ses étudiants. Philarète était un savant qui aimait travailler d'après les sources, et qui n'hésitait pas à se consacrer au travail d'archives. Il se plaisait à rassembler et à évaluer les faits. C'est alors que parurent les ouvrages qu'il consacra aux Pères de l'Église, aux écrivains religieux russes et aux hymnographes grec, et c'étaient presque des livres en forme de dictionnaires. En sa qualité d'évêque de Kharkov et de Tchernigov, Philarète entreprit des descriptions historico-statistiques, mais il ne fut pas uniquement un compilateur à la manière ancienne, comme l'avait été le métropolite Eugène (Bolkhovitinov), et c'est justement parce qu'il savait penser en historien, et non comme un simple paléographe, qu'il éprouvait le besoin de tirer des conclusions. Qui plus est, il possédait un réel talent pour la narration historique et pour la synthèse. Pour son époque, l' Histoire de l'Église russe fut un événement. Elle connut cinq réimpressions entre 1847 et 1849. Pour la première fois, tout ce qui concerne l'histoire de l'Église russe depuis le baptême de la Rus jusqu'en 1826, tout était raconté et retracé en un ensemble vivant, et tout y était dit avec clarté et profondeur. c'est en effet cette profondeur qui distingue d'une manière générale Philarète en tant qu'historien. Il a parfois réussi à sa manière. Il trouvait difficile de taire ce qu'il préférait et ce qu'il rejetait ».
Anton Kartachev dit de même à son propos : « Nous possédons un vrai historien de l'histoire de l'Église russe, depuis la publication de Histoire de l'Église russe de Mgr Philarète ».
De même, Anatole Leroy-Beaulieu le cite comme un des historiens majeurs en parlant de l'histoire de l'Église russe : « M. Mouravief, le frère du terrible général, l'avait ébauchée ; Mgr Philarète, évêque de Tchernigof, en a publié un résumé substantiel, traduit en allemand par le Dr Heinrich Blumenthal (Geschichte der Kirche Russlands, Francfort, s. éd. 1872) ; Mgr Macaire, métropolite de Moscou, l'a racontée en un vaste ouvrage, malheureusement inachevé, qui partout ferait honneur au clergé (Istoriia Rousskoï Tserkvi, Moscou, Imprimerie impériale, 13 vol.). Nous citerons en outre la savante histoire de M. Goloubinsky, arrêtée encore aux époques primitives, l'excellent manuel de M. Znamensky, et, en allemand, le livre déjà ancien de Strahl »
Cependant, dans l'Encyclopédie Brockhaus et Efron, l'article sur les travaux historiques de Philarète comparés à l' Histoire de l'État russe de Nikolaï Karamzine critique l'absence de point de vue critique de l'évêque-historien : « L'auteur adopte tout à fait le point de vue des théologiens ; il discute avec eux du phénomène de l'histoire de l'Église de Russie, pour ainsi dire, d'après les aspects officiels : il présente principalement les exploits des saints et des évêques en faveur de l’Église orthodoxe russe, suivis d'un examen des hérésies et des schismes, conçus comme des déviations des enseignements orthodoxes de l'Église. Il n'y a chez lui aucune mention d'un processus interne au peuple russe dans sa perception des vérités du christianisme, ni aucune mention des causes des écarts par rapport à l'enseignement de l'Église ».
Dans le domaine de l'histoire locale, Philarète a également publié une Description historique et statistique du diocèse de Kharkov à partir des documents qu'il a pu compulser en tant qu'évêque de la ville en 1857-1859. Il réalisa un ouvrage semblable sur Tchernigov, sa Description historique et statistique du diocèse de Tchernigov (Историко-статистическое описание Черниговской епархии. Чернигов) de 1873.

## Œuvres
- Histoire de l'Église russe  (История Русской Церкви, Istoriïa Rousskoï Tserkvi) . Moscou, Riga, 1847-1848. En 5 parties (réimpression - Moscou, 2001). Traduit en allemand par le Dr Heinrich Blumenthal ("Geschichte der Kirche Russlands", Francfort, s. éd. 1872)
- Propos et conversations de Mgr Filaret, évêque de Kharkov et Okhtyrka, prenant la parole à Riga (Слова и беседы Филарета, епископа Харьковского и Ахтырского, говоренные в Риге ), Moscou., 1850.
- Entretiens sur les souffrances de notre Seigneur Jésus-Christ, tenus par Philarète, évêque de Kharkov et Okhtyrka (Беседы о страданиях Господа нашего Иисуса Христа, говоренные Филаретом, епископом Харьковским и Ахтырским), 2 tomes, Moscou, 1857 (2e édition - 1859, 3e édition - 1884).
- Description historique et statistique du diocèse de Kharkov (Историко-статистическое описание Харьковской епархии, Istoriko-statitcheskoe opissanie Kharkovskoï eparkhi), Moscou, 1857-1859.
- Enquête sur la mort du prince Dimitri (Исследование о смерти царевича Димитрия ), Moscou, 1858.
- Propos et conversations de Philarète, archevêque de Kharkov et d'Okhtyrka (Слова и беседы Филарета, архиепископа Харьковского и Ахтырского), 1858-1859.
- La doctrine historique des Pères de l'Église (Историческое учение об отцах Церкви), Saint-Pétersbourg., 1859. En 3 volumes (deuxième édition - 1882).
- Examen de la littérature spirituelle russe : 862-1720 (Обзор русской духовной литературы ), Kharkov, 1859-1861 (2e édition - 1863, 3e édition - 1884).
- Aperçu historique des hymnographes et des hymnes de l'Église grecque, avec des notes et des images de l'ancienne notation musicale (Исторический обзор песнопевцев и песнопения Греческой Церкви, с примечаниями и снимками древних нотных знаков), Saint-Pétersbourg, 1860. (réimpression : 1902 et Serguiev Possad, 1995).
- Monastères de la cathédrale de Tchernigov : Ilyinsky Eletskii et Saints Boris et Gleb (Кафедральные черниговские монастыри: Ильинский, Елецкий и Борисоглебский), Tchernigov, 1861.
- Saints russes, vénéré dans toute l'Église ou localement : Expérience de la description de leur vie (Русские святые, чтимые всей Церковью или местно: Опыт описания жизни их), Tchernigov, 1861-1864 (2e édition - 1863-1865, 3e édition - 1882).
- Mots, conversations et discours de Philarète, archevêque de Tchernigov et Nijyn (Слова, беседы и речи Филарета, архиепископа Черниговского и Нежинского), 2e édition, Tchernigov, 1863. En 4 parties (troisième édition - 1883).
- Théologie dogmatique orthodoxe (Православное догматическое богословие), Tchernigov, 1864 (2e édition - 1865, 3e édition - 1882).
- Saints des Slaves du Sud : essai de description de leur vie (Святые южных славян: Опыт описания жизни их. Чернигов ), Tchernigov, 1865. En deux volumes (2e édition - 1882, 3e édition - 1883, 4e édition - 1894).
- Vies des saints ascètes de l'Église d'Orient (Жития святых подвижниц Восточной Церкви), 2e éd, Saint-Pétersbourg, 1885, 3e édition - 1898 (réimpression de la reproduction - Moscou, 1994). Titre de la première édition : «Saints ascètes de l'Église orientale ( Святые подвижницы Восточной Церкви) (Saint-Pétersbourg, 1871).
- Vies des saints vénérés par l'Église orthodoxe, avec des informations sur les fêtes du Seigneur et de la Mère de Dieu et sur des phénomènes d'icônes thaumaturges (Жития святых, чтимых Православной Церковью, с сведениями о праздниках Господских и Богородичных и о явленных чудотворных иконах), Saint-Pétersbourg, SPB, 1885 (2e édition - 1892, 3e édition - 1900).
- Description historique et statistique du diocèse de Tchernigov (Историко-статистическое описание Черниговской епархии, Istoriko-statitcheskoe opissanie Tchernigovskoï eparkhi), Tchernigov, 1873.

## Sources
- Georges Florovsky, Les voies de la théologie russe, L'Âge d'Homme, p. 340